# Тунаков, Павел Дмитриевич
Павел Дмитриевич Тунаков (15 июня 1907 года — 4 февраля 1984 года) — советский государственный и политический деятель, председатель исполкома Казанского городского Совета депутатов трудящихся.

## Биография
Родился в 1907 году на территории современной Украины. Член ВКП(б).
С 1919 года — на общественной и политической работе. В 1919—1984 гг. — ученик переплетчика в типографии «Красный печатник», прораб, главный инженер «Татстройобъединения», начальник строительства, старший инженер управления начальника авиационного строительства № 16 в Энгельсе, главный инженер управлений военно-строительных работ в Смоленской области, начальник и главный инженер Стройконторы № 1 и № 4 Строительно-монтажного треста № 14 Глававиастроя МАП СССР, председатель исполкома Казанского городского Совета депутатов трудящихся, министр коммунального хозяйства Татарской АССР, начальник производственно-строительно-монтажного объединения «Татстрой», заместитель начальника планово-экономического управления «Главтатстроя».
Избирался депутатом Верховного Совета РСФСР 5-го, 6-го созывов.
Умер в 1984 году в Казани.

## Память
Его имя носит улица в Казани.